# Султанка сіроголова
Султанка сіроголова (Porphyrio poliocephalus) — вид журавлеподібних птахів родини пастушкових (Rallidae). Поширений в Азії.

## Поширення
Ареал виду простягається від Близького Сходу через Індійський субконтинент до південного Китаю та Індокитаю.

## Підвиди
- P. p. poliocephalus Latham, 1801: поширений від Індії (включаючи Андаманські та Нікобарські острови) та Шрі-Ланки до південного Китаю та північного Таїланду.
- P. p. seistanicus Zarudny and Härms, 1911: від Іраку та південного Ірану до Пакистану, Афганістану та північно-західної Індії.
- P. p. caspius Hartert, 1917: поширений навколо Каспійського моря, у північно-західному Ірані та в Туреччині.
- P. p. viridis Begbie, 1834: від південної М'янми до центральної частини південного Індокитаю, Малайського півострова та північної Суматри.